# Bíd
Bíd (maráthsky बीड, urdsky بیڑ‎ – Bír, anglicky Beed) je město v Maháráštře, jednom z indických svazových států. K roku 2011 v něm žilo přes 146 tisíc obyvatel.

## Poloha
Bíd leží na Dekánské plošině v povodí Gódávarí.

## Dějiny
Na základě archeologických nálezů je založení města předpokládáno mezi lety 1173 a 1317. 
Do roku 1956 byl Bíd součástí Hajdarábádu.